# Helen of Four Gates
Helen of Four Gates er en britisk stumfilm fra 1920 af Cecil Hepworth.

## Medvirkende
- Alma Taylor som Helen
- James Carew som Abel Manson
- Gerald Ames som Hinson
- George Dewhurst som Martin Scott
- Gwynne Herbert som Mrs. Tripp
- John MacAndrews som Fielding Day